# Abaraeus
Abaraeus – rodzaj chrząszczy z rodziny kózkowatych i podrodziny zgrzypikowych. 

## Zasięg występowania
Przedstawiciele tego rodzaju występują w Afryce Subsaharyjskiej, w Kamerunie oraz w RPA.

## Systematyka
Do Abaraeus należą 2 gatunki:
- Abaraeus cuneatus
- Abaraeus curvidens